# Nechako (rivière)
Pour les articles homonymes, voir Nechako.
La Nechako (en anglais Nechako River) est une rivière qui coule dans la province de Colombie-Britannique au Canada. C'est un des principaux affluents du Fraser. Depuis les années 1950, une grande partie de ses eaux est retenue par le barrage de Kenney Dam et déviée vers la centrale hydroélectrique de Kémano et le chenal Gardner.

## Toponyme
Le nom « Nechako » signifie « grosse rivière » dans la langue amérindienne locale qui fait partie des langues athapascanes septentrionales. Au Canada, dans les textes à caractère officiel écrits en français, on trouve écrit aussi bien « la Nechako » que « le Nechako » selon les sources, aucun genre, masculin ou féminin, ne s'impose.

## Parcours
La Nechako prend sa source dans la chaîne Côtière et s'écoule vers l'est en serpentant à travers la région de Cariboo au centre de la Colombie-Britannique pour rejoindre le Fraser à Prince George.
En 1952, la construction du barrage Kenney Dam, haut de 97 mètres, coupe en deux le cours amont de la rivière, modifiant profondément son parcours et son hydrologie. D'autres barrages seront construits ensuite dans les années 1950, comme le Kemano Dam en 1954. Ces ouvrages ont pour but d'alimenter en électricité l'usine d'aluminium Alcan de Kitimat. Avant cet événement, la Nechako prenait sa source dans le lac Eutsuk (Eutsuk Lake) dont elle était un exutoire et elle s'étirait sur 462 km de long.
Les barrages ont entraîné la création d'un vaste lac de barrage, le réservoir Nechako (Nechako Reservoir), qui est en fait un vaste complexe amalgamant plusieurs lacs et cours d'eau préexistant (dont les lacs Ootsa, Whitesail et Tahtsa). Depuis cet événement, il est difficile de déterminer avec précision la source ou la longueur de la Nechako. Certaines références géographiques indiquent désormais une longueur de 516 km.
En sortant du réservoir Nechako, après le barrage Kenney Dam, la rivière s'oriente vers le nord. Depuis la construction du barrage, son débit à cet endroit est très faible. En effet la plus grande partie des eaux qui alimentaient autrefois la Nechako sont désormais envoyées vers la centrale de Kémano, à l'ouest de la Chaîne Côtière, pour y produire de l'électricité. La rivière est rejointe peu après sur sa rive ouest par la Cheslatta River qui s'y déverse sous forme de chutes appelées Cheslatta Falls. Le plus gros du débit de la rivière provient donc désormais de la Cheslatta River. La rivière continue ensuite son cours vers le nord-est jusqu'à Fort Fraser où elle est rejointe sur sa rive ouest par la Nautley River, un court exutoire du lac Fraser. Elle s'oriente alors vers l'est, sur ce tronçon elle est globalement longée au sud par l'autoroute provinciale 16, connue sous le nom de Route Yellowhead (Yellowhead Highway), qui est une branche de la Route transcanadienne. Elle dépasse la ville de Vanderhoof, puis est rejointe par la Stuart River sur sa rive nord à la hauteur de la petite localité agricole de Wedgwood. Elle est enfin rejointe par la Chilako River sur sa rive sud avant de terminer sa course dans le Fraser à la hauteur de Prince George. Son embouchure y abrite plusieurs îlots.
Les principales localités traversées par la rivière sont (depuis sa source en suivant son cours) :
- Fort Fraser
- Vanderhoof
- Isle pierre
- Prince George

## Principaux affluents
- Cheslatta River
- Nautley River (800 mètres de long)
- Stuart River (110 kilomètres)
- Chilako River

## Terrains traversés
Après la chaîne Côtière, la Nechako traverse le plateau Cariboo. Le sol y est principalement composé d'alluvions qui recouvrent une couche de limons blancs glacio-lacustres située à une profondeur de plusieurs mètres. Ces limons proviennent des dépôts qui se sont accumulés au cours des millénaires au fond des anciens lacs formés par des barrages de glace et qui recouvraient la région dans le passé.

## Zones protégées

### Refuge d’oiseaux de la rivière Nechako
La Nechako a été officiellement désignée comme zone importante pour la conservation des oiseaux (ZICO), en anglais  Important Bird Area (IBA).
Elle abrite notamment un refuge d'oiseaux migrateurs, le Nechako River Bird Sanctuary, géré par le Service canadien de la faune (agence gouvernementale dépendant du ministère « Environnement Canada ») et soumis au règlement sur les oiseaux migrateurs établi en 1994 (C.R.C., ch. 1035).
Cette zone protégée, établie en 1944, couvre une superficie de 180 hectares et longe la rivière sur cinq kilomètres au nord de la ville de Vanderhoof. Le choix de ce lieu est lié au fait que la rivière est située sur une importante route migratoire, connue sous le nom de Pacific Flyway. Les petites îles au milieu du cours d'eau sont des abris particulièrement propices pour permettre aux oiseaux migrateurs de bénéficier d'un repos ininterrompu.
Le refuge est particulièrement renommé pour les bernaches du Canada qui y arrivent par milliers pour faire une halte dans leur trajet à destination de leurs zones de reproduction dans l'Arctique.
Principales espèces d'oiseaux observées :
- Bernache du Canada
- Faucon
- Bruant familier
- Étourneau sansonnet
- Grand-duc d'Amérique
- Pygargue à tête blanche
- Grand Héron
- Grand Pic
- Merle d'Amérique

Les meilleures zones d'observation des oiseaux sont situées dans le Riverside Park, un parc au nord de Vanderhoof qui est notamment pourvu d'une construction en bois équipée de plates-formes destinées à l'observation des oiseaux. Dans le Riverside Park se trouve un chemin de randonnée qui suit la Nechako et permet d'avoir un point de vue sur les oiseaux.

### Aire protégée de Nechako Canyon
Le canyon de sept kilomètres que la rivière a creusé dans les roches volcaniques juste en aval du barrage Kenney Dam constitue, depuis juillet 2000, une aire protégée d'une superficie de 1 246 hectares, dénommée l'aire protégée de Nechako Canyon.